# Philippe Vande Walle
Philippe Vande Walle (ur. 22 grudnia 1961 roku w Gozée) – były belgijski piłkarz występujący na pozycji bramkarza oraz trener piłkarski.

## Kariera klubowa
Philippe Vande Walle zawodową karierę rozpoczynał w 1979 roku w Sportingu Charleroi, gdzie pełnił rolę rezerwowego dla Holendra Chrisa Dekkera. W 1980 roku belgijski bramkarz przeniósł się do Club Brugge. Jak się później okazało spędził tam dziesięć lat, w trakcie których rozegrał 147 ligowych pojedynków. Dwa razy zdobył mistrzostwo, raz puchar i trzy razy superpuchar kraju. W pierwszych latach gry na Stadionie Jana Breydela Philippe nie miał zapewnionego miejsca w pierwszym składzie. Regularnie zaczął grywać w sezonie 1985/1986, jednak gdy do klubu trafił Dany Verlinden Vande Walle znów usiadł na ławce. W 1990 roku wychowanek Charleroi podpisał kontrakt z Germinalem Beerschot Antwerpia. Tam od razu wywalczył sobie miejsce między słupkami, którego nie oddał przez kolejne siedem sezonów. W 1997 roku Philippe wraz z drużyną sięgnął po puchar Belgii, a po zakończeniu rozgrywek przeniósł się do Lierse SK. Dla Germinalu rozegrał łącznie 235 spotkań. W Lierse spędził tylko rundę jesienną sezonu 1997/1998, a następnie związał się umową z Eendracht Aalst. W 1999 roku Belg powrócił do Club Brugge, gdzie zakończyć zawodową karierę.

## Kariera reprezentacyjna
W reprezentacji Belgii Vande Walle zadebiutował w 1996 roku. W 1998 roku Georges Leekens powołał go do 22-osobowej kadry na mistrzostwa świata. Na turnieju tym Belgowie odpadli już w rundzie grupowej. Philippe pierwsze dwa mecze przesiedział na ławce rezerwowych, ale w ostatnim spotkaniu przeciwko Holandii rozegrał pełne 90 minut. Łącznie w barwach drużyny narodowej Vande Walle wystąpił w ośmiu pojedynkach.

## Kariera trenerska
W 2000 roku Philippe został trenerem bramkarzy w KAA Gent. W klubie tym pracował do 2004 roku, kiedy to przeniósł się do Sportingu Charleroi. Tam także zajmował się szkoleniem golkiperów. Od kwietnia do grudnia 2007 roku Vande Walle pełnił rolę pierwszego szkoleniowca Charleroi.